# El Toll (Moià)
El Toll és una masia, el 2011 en ruïnes, del terme municipal de Moià, a la comarca catalana del Moianès. Pertany a la parròquia de Santa Coloma Sasserra. Està situada a llevant de la vila de Moià, a migdia del punt quilomètric 31,5 de la carretera N-141c, molt a prop i al sud-est de la Cova del Toll. És a l'esquerra del torrent del Gomar, a prop i al nord-est de la masia de les Closanes i al sud-est de la masia de Perers.